# Homecoming (canción de Kanye West)
«Homecoming» —en español: «Regreso a casa»— es una canción del rapero Kanye West, extraída como el quinto álbum Graduation de 2007. La canción fue producido por West y Warryn "Baby Dubb" Campbell y con la figura de Chris Martin, vocalista de Coldplay.
El video musical de la canción fue dirigido por Hype Williams.

## Lista de canciones
- UK:

1. "Homecoming"
2. "Stronger" (AD remix)

- Australian iTunes - Single

1. "Homecoming"
2. "Good Night" (featuring Mos Def and Al Be Back)

## Posicionamiento en listas
| Listas (2008)                        | Mejor posición |
| ------------------------------------ | -------------- |
| Australian Singles Chart             | 32             |
| Canadian Hot 100                     | 79             |
| Dutch Top 40                         | 6              |
| New Zealand Singles Chart            | 6              |
| Finnish Single Top 20                | 7              |
| Irish Singles Chart                  | 9              |
| Norwegian Singles Chart              | 13             |
| Swedish Singles Chart                | 19             |
| Turkish Billboard Top 20             | 21             |
| UK Singles Chart                     | 9              |
| German Singles Chart                 | 18             |
| U.S. Billboard Hot 100               | 69             |
| U.S. Billboard Hot R&B/Hip-Hop Songs | 53             |
| U.S. Billboard Hot Rap Tracks        | 15             |
| U.S. Billboard Pop 100               | 50             |

- Datos: Q2271213